# Johns Hopkins University Press
Johns Hopkins University Press (menționată, de asemenea, ca JHU Press sau JHUP) este divizia editorială a Universității Johns Hopkins. Ea a fost fondată în 1878 și este cea mai veche editură universitară încă în funcțiune din Statele Unite ale Americii. Editura publică cărți, reviste și baze de date electronice. Ținând cont de toate unitățile sale (cărți, reviste și resurse electronice) ea este o concurentă la titlul de cea mai mare editură universitară din America. Sediul central se află în cartierul Charles Village din Baltimore.

## Prezentare generală
Daniel Coit Gilman, primul președinte al Universității Johns Hopkins, a inaugurat editura în 1878. Editura a funcționat inițial ca agenție editorială a universității (Publication Agency), publicând American Journal of Mathematics în primul an și American Chemical Journal în al doilea an. A publicat prima sa carte, Sidney Lanier: A Memorial Tribute, în 1881 pentru a-l onora pe poetul care a fost unul dintre primii scriitori absolvenți ai universității. În 1891 agenția editorială a devenit Johns Hopkins Press; începând din 1972, aceasta a fost cunoscută ca Johns Hopkins University Press.
După mai multe mutări în și în afara campusului Homewwod al universității, editura a achiziționat un spațiu permanent în cartierul Charles Village din Baltimoreîn 1993, când s-a mutat în clădirea renovată a unei foste biserici. Construită în 1897, clădirea din granit și cărămidă a fost folosită inițial de parohia romano-catolică „Sfinții Filip și James” și acum găzduiește birourile editurii pe cinci etaje.
În 125 de ani de editare a publicațiilor științifice, editura a avut doar șase directori: Nicholas Murray (1878-1908), Christian W. Dittus (1908-1948), Harold E. Ingle (1948-1974), Jack G. Goellner (1974-1996), Willis G. Regier (1996-1998), James D. Jordan (1998-2003) și Kathleen Keane (2003-2017).

## Publicații și divizii
JHU Press publică 65 de jurnale academice și mai mult de 200 de cărți noi în fiecare an. Începând din 1993 JHU Press administrează Proiectul MUSE, care furnizează o bază de date online cu peste 550 de publicații științifice și peste 20.000 de cărți electronice.
Editura are trei divizii operaționale:
1. Editare de carte: achiziții, editare de manuscrise, design și producție, marketing
2. Publicare de reviste și publicații electronice, care include Proiectul MUSE
3. Hopkins Fulfillment Services (HFS): procesarea comenzilor, sisteme de informații și centrul de distribuție